# Relitti di Posada
I relitti presenti a Posada sono un bombardiere della seconda guerra mondiale ed una nave affondati nel tratto di mare adiacente alle coste di Posada, in Sardegna. È presente anche un terzo relitto i cui resti sono poco visibili.

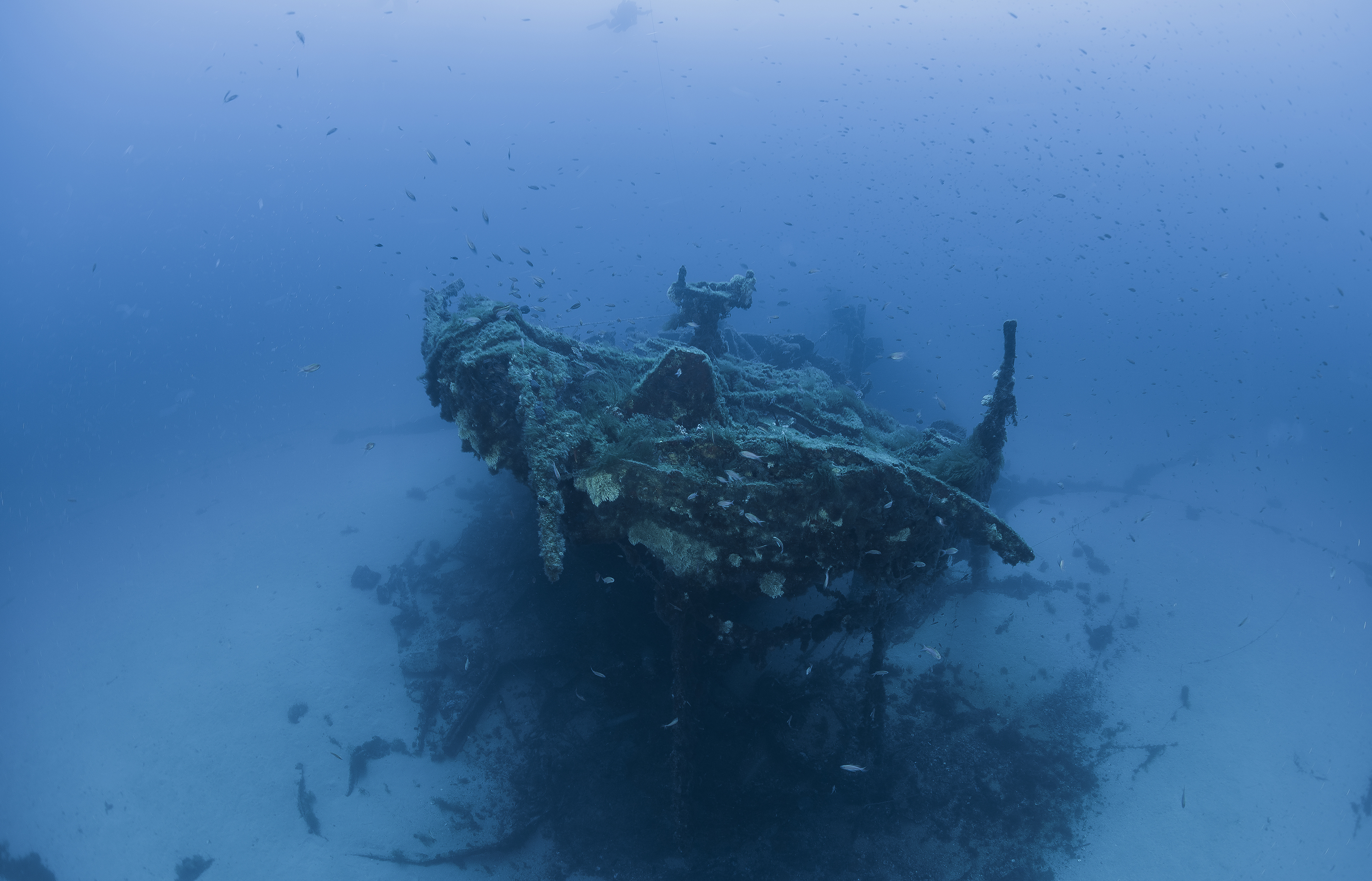
La poppa del relitto Monteponi.

## Relitto Monteponi
La nave Monteponi era una nave da carico costruita nel 1917, con propulsione a vapore, lunga 58 metri e larga 8,6 metri, che ora giace a 60 metri di profondità al largo di Posada, con la prua rivolta verso est.
|                        | Informazioni sul relitto                         |
| ---------------------- | ------------------------------------------------ |
| Tipo di relitto        | Nave da carico                                   |
| Anno di costruzione    | 1917                                             |
| Cantiere               | J. Meijer's Scheep-sbouw Mij. Leeuwen (Germania) |
| Lunghezza              | 58 metri                                         |
| Larghezza              | 8,6 metri                                        |
| Motore                 | triplice espansione da 89 cavalli-vapore         |
| Tonnellaggio           | 742                                              |
| Data di affondamento   | 28 luglio 1941 alle 11:55                        |
| Cause affondamento     | Silurata da sottomarino inglese                  |
| Città in cui giace     | Posada                                           |
| Profondità a cui giace | 60 metri                                         |
| Distanza dalla costa   | 6,3 km                                           |
| Coordinate             | 40°39N 09°49E                                    |
| Condizioni attuali     | Discrete                                         |

### Storia
La nave da carico si stava dirigendo da Cagliari verso Olbia quando, alle 10:55 del 28 luglio 1941, venne avvistata dal sottomarino inglese HMS Olympus (N35) e dal suo comandante Herbert George Dymott.
Alle 11:55 il sottomarino lanciò un siluro che colpì in pieno la nave: in 40 secondi affondò, a circa 5 miglia dalle coste di Posada. Dei 15 membri dell'equipaggio, 13 sopravvissero e 2 morirono. Si trattò della prima nave civile italiana affondata con morti al largo delle coste della Sardegna, durante la seconda guerra mondiale. 
Dopo la guerra, una ditta specializzata si mobilitò per recuperare il carico che la nave stava trasportando. Per raggiungere la stiva dovette utilizzare delle cariche esplosive che non fecero altro che danneggiare ulteriormente la nave che già era devastata dall'esplosione del siluro che la fece affondare.

### Oggi
Al giorno d'oggi le condizioni della nave non sono perfette, dato che tutta la zona centrale è collassata su se stessa in seguito alle esplosioni, ma sono comunque ben visibili la prua (ricoperta di vecchie reti da pesca) e la poppa della nave (timone ed elica rimangono evidenti). In ogni caso, rimane comunque un ottimo posto per immergersi e vedere tutta la fauna che ha "colonizzato" la barca, come ad esempio aragoste, cernie, musdee, saraghi e dentici. 

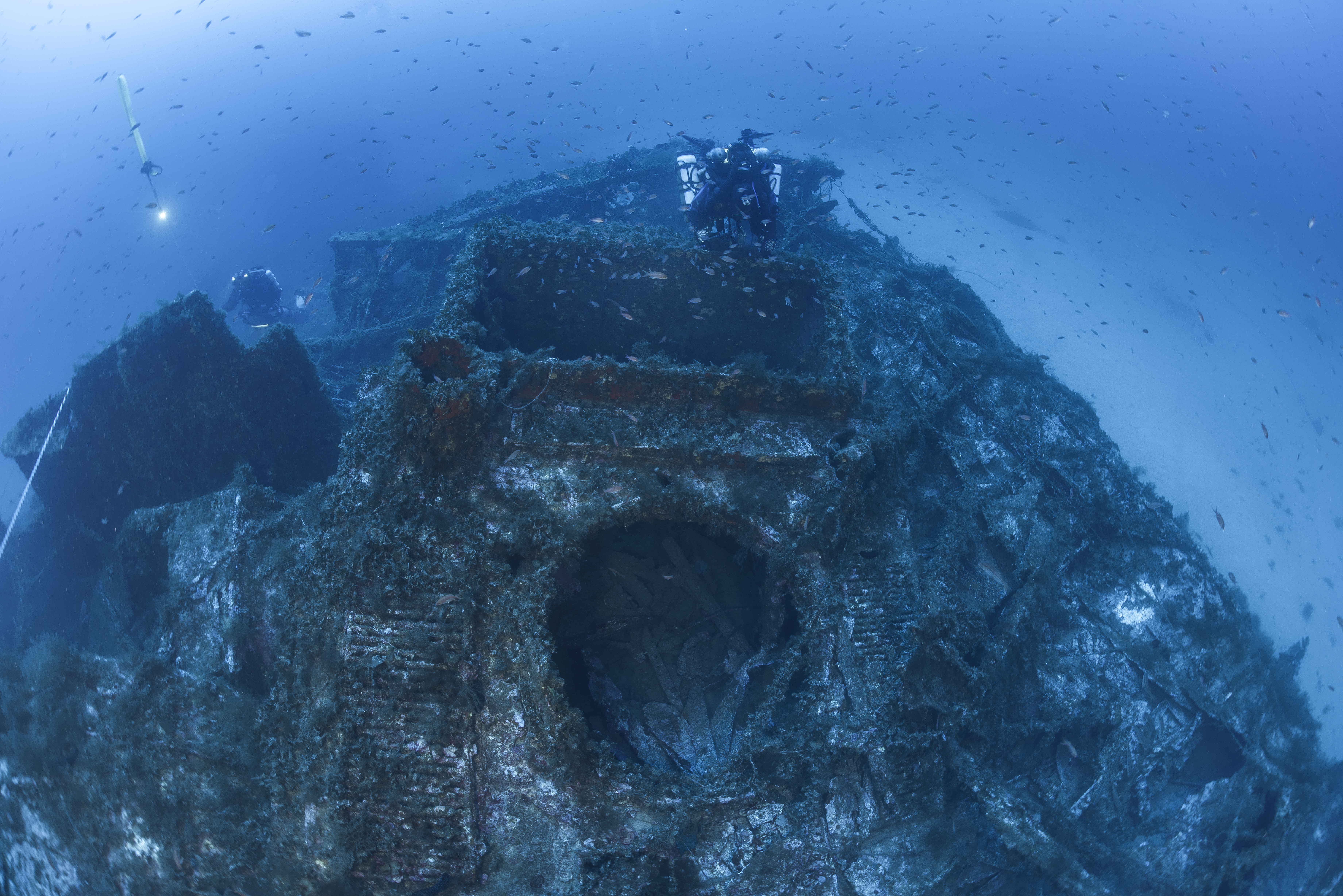
Vista superiore del relitto
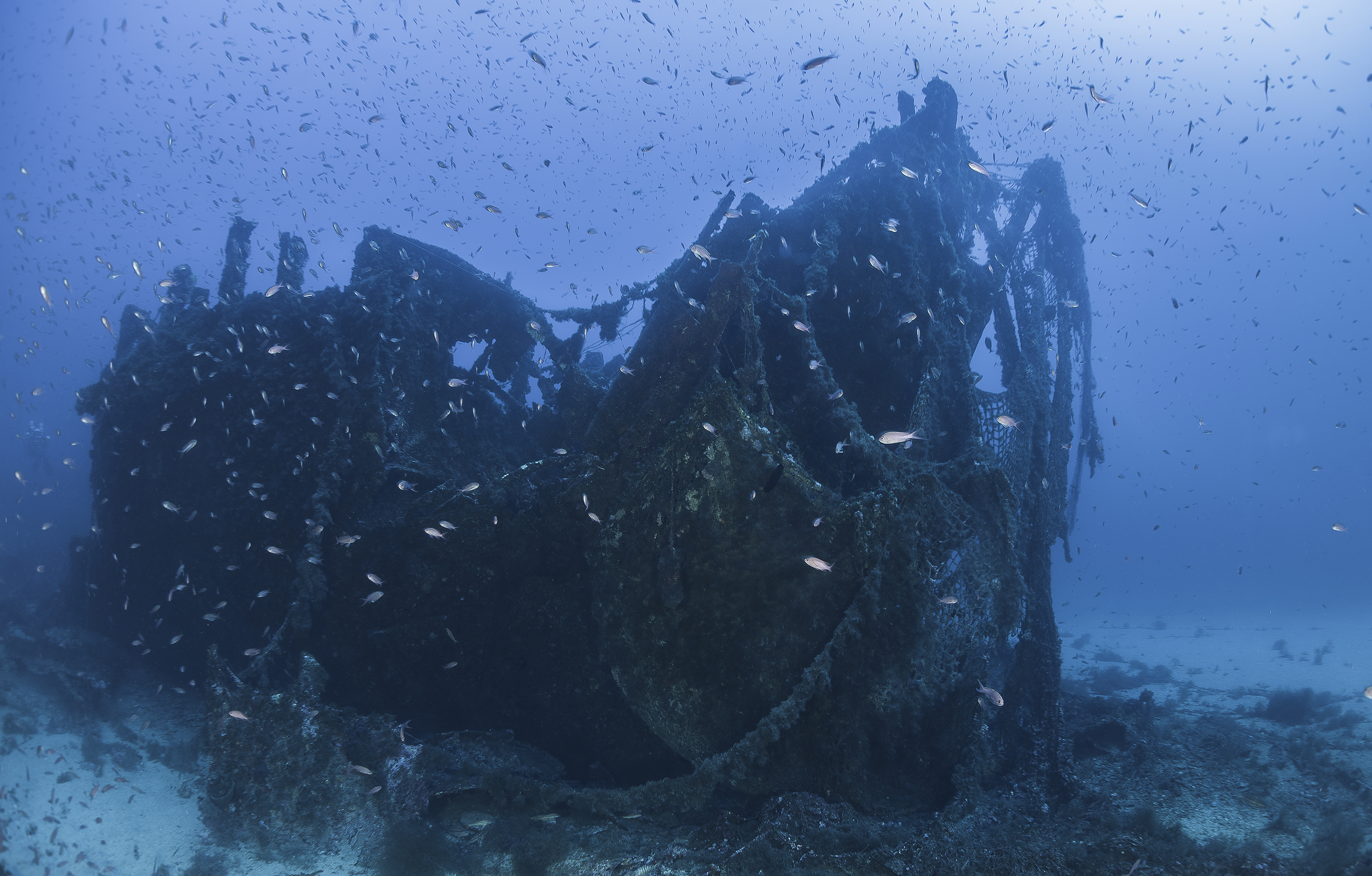
La prua del relitto ricoperto da vecchie reti da pesca
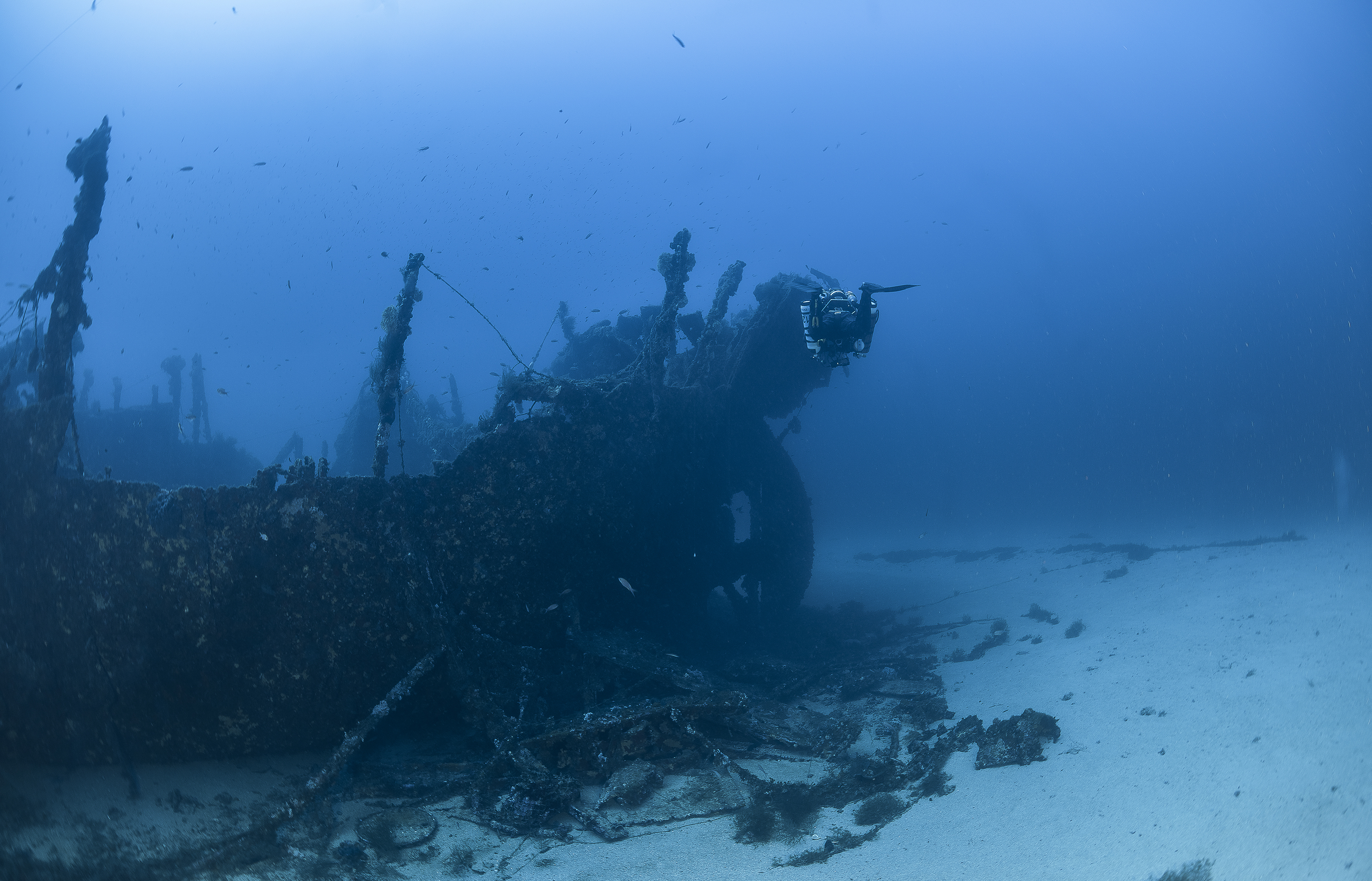
Vista laterale del relitto

## Bombardiere seconda guerra mondiale
A qualche decina di metri al largo della spiaggia di Iscraios, sono presenti dei resti del bombardiere strategico americano Boeing B-17 Flying Fortress, colosso quadrimotore americano utilizzato durante la seconda guerra mondiale per compiere bombardamenti su obbiettivi industriali e militari tedeschi.

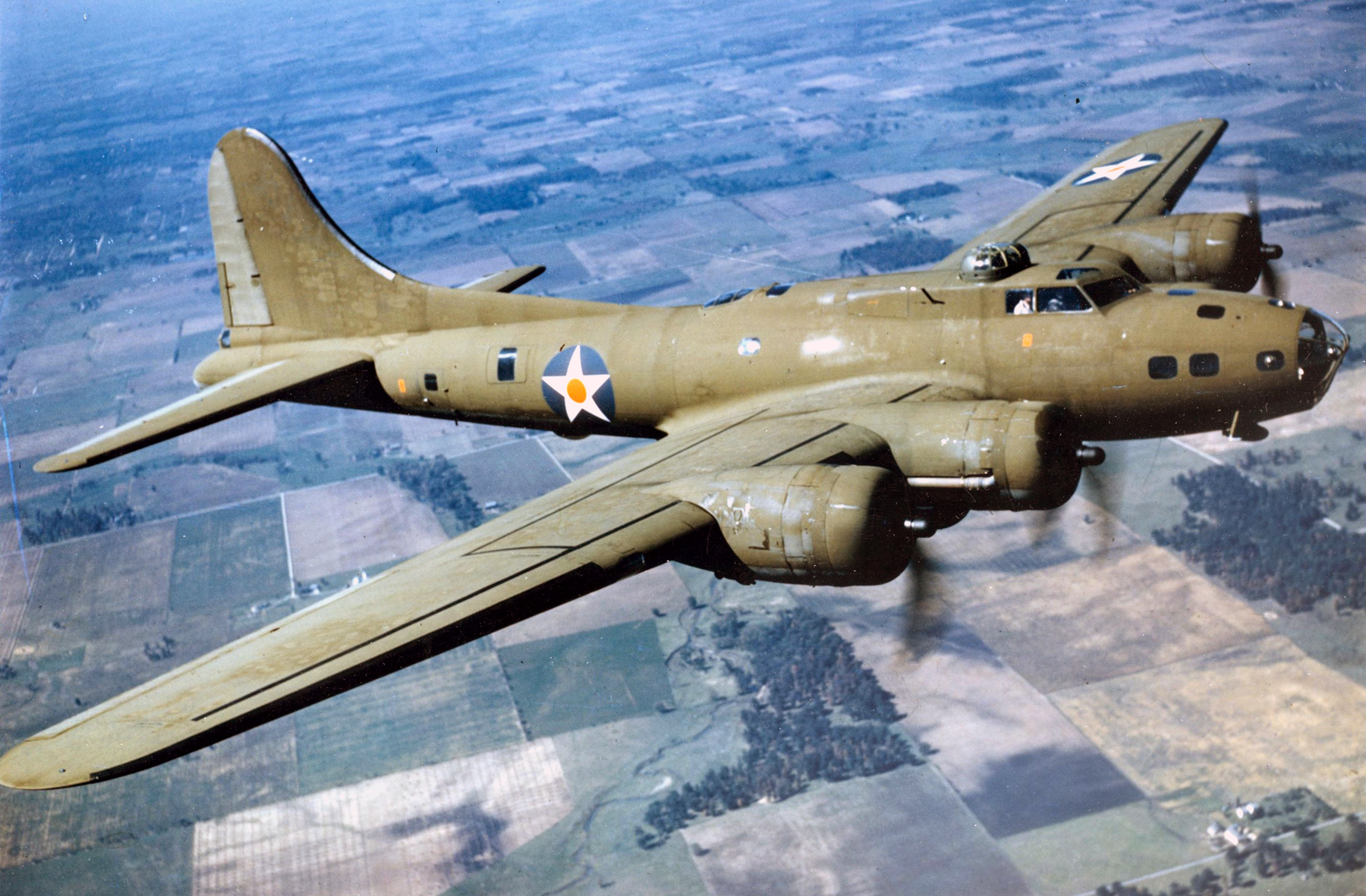
Esemplare di Boeing B-17 Flying Fortress.

|                        | Informazioni sul relitto |
| ---------------------- | ------------------------ |
| Tipo di relitto        | Bombardiere strategico   |
| Anno di costruzione    | 1940                     |
| Lunghezza              | 22 metri                 |
| Larghezza              | 31 metri                 |
| Peso                   | 29 tonnellate            |
| Data di affondamento   | Dopo l'8 settembre 1943  |
| Cause affondamento     | Sconosciute              |
| Città in cui giace     | Posada                   |
| Profondità a cui giace | 3-7 metri                |
| Distanza dalla costa   | 70 metri                 |
| Condizioni attuali     | Scarse                   |

### Storia
L'evento pare accadde dopo l'8 settembre 1943, quando il bombardiere dovette fare un atterraggio di emergenza sul mare, al largo delle coste di Posada: l'equipaggio si salvò, dovuta anche la vicinanza alla costa.
L'episodio fu una manna dal cielo per i posadini, che smembrarono l'aereo e ne ricavarono alluminio, che era molto carente in tempi di guerra, e altro materiale utile.
Testimonianze ricordano quel giorno tutti gli 11 componenti dell'equipaggio vennero tratti in salvo dal personale della caserma locale e portati in paese dove gli venne fornito aiuto e assistenza. Inoltre, gli 11 militari americani, recuperato il materiale a bordo dell'aereo, durante il passaggio per le vie del paese per raggiungere la caserma, distribuirono cioccolatini ai ragazzini che curiosavano intorno a loro.

### Oggi
Per diversi decenni il relitto, benché smembrato in varie parti, era rimasto ben visibile a pochi metri dalla spiaggia, ma negli ultimi anni il tempo ha fatto il suo corso e, oltre ad essere stato parzialmente sotterrato dalla sabbia, l'acqua lo ha corroso e separato in ulteriori parti. 

Nonostante la situazione appena citata, il relitto rimase visibile fino al 2002, quando, nel 2003, venne dichiarato scomparso: un'ipotesi di quegli anni è che qualcuno lo avesse rubato e trasportato via con una barca. C'è però da dire che questa ipotesi non è mai stata verificata ed è più probabile che le grandi mareggiate abbiano sotterrato sotto la sabbia le varie parti dell'aereo. Una circostanza che sostiene quest'ultima probabile ipotesi è che, nel 2010, venne recuperata vicino alla spiaggia una parte del carrello con la ruota, successivamente trasportata in un magazzino del comune e resa disponibile agli storici e agli esperti. Dunque, questa notizia può far sperare che il relitto sia ancora presente sotto la sabbia e che in futuro una nuova mareggiata lo possa far nuovamente emergere. 

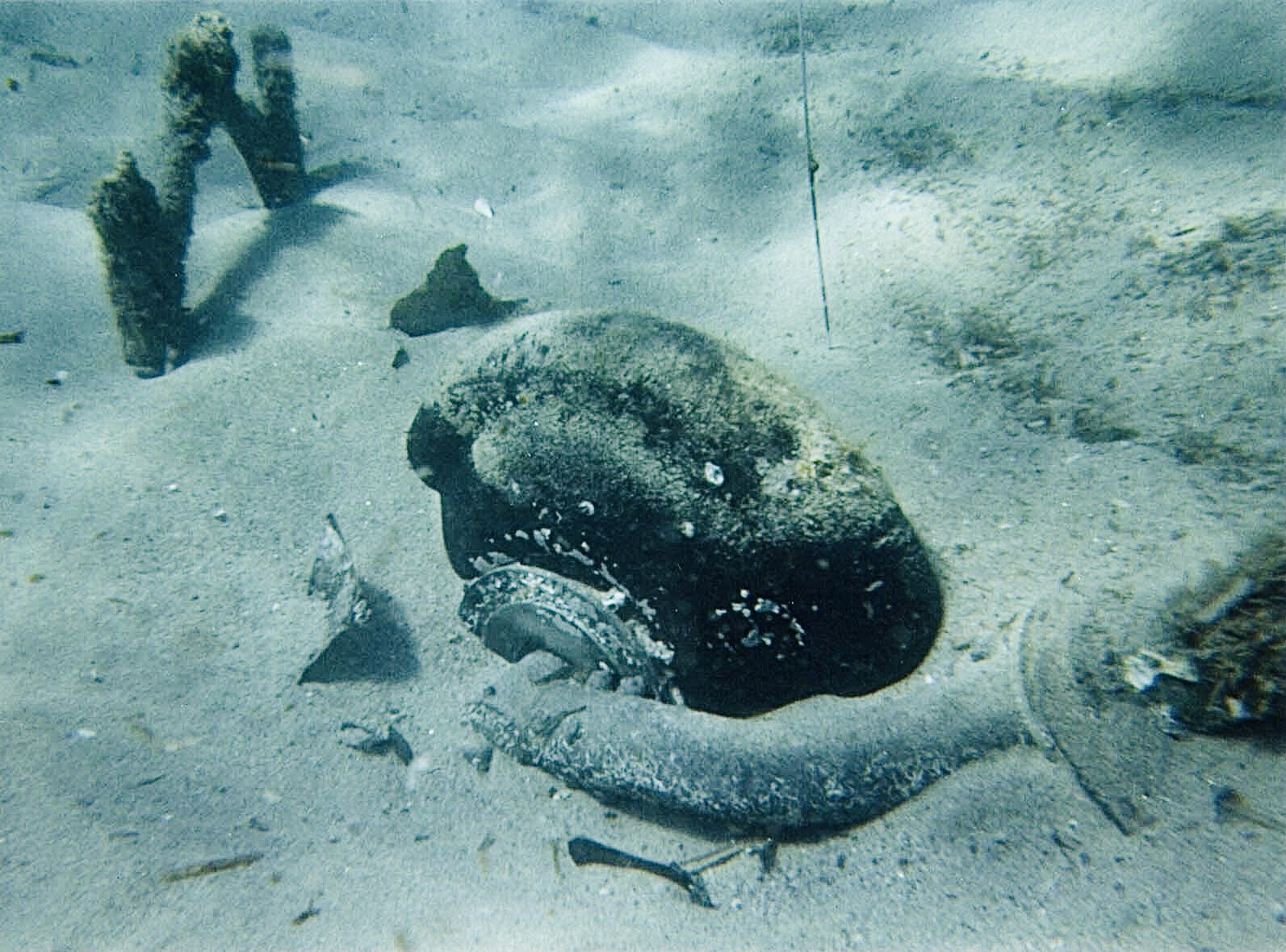
Il carrello dell'aereo
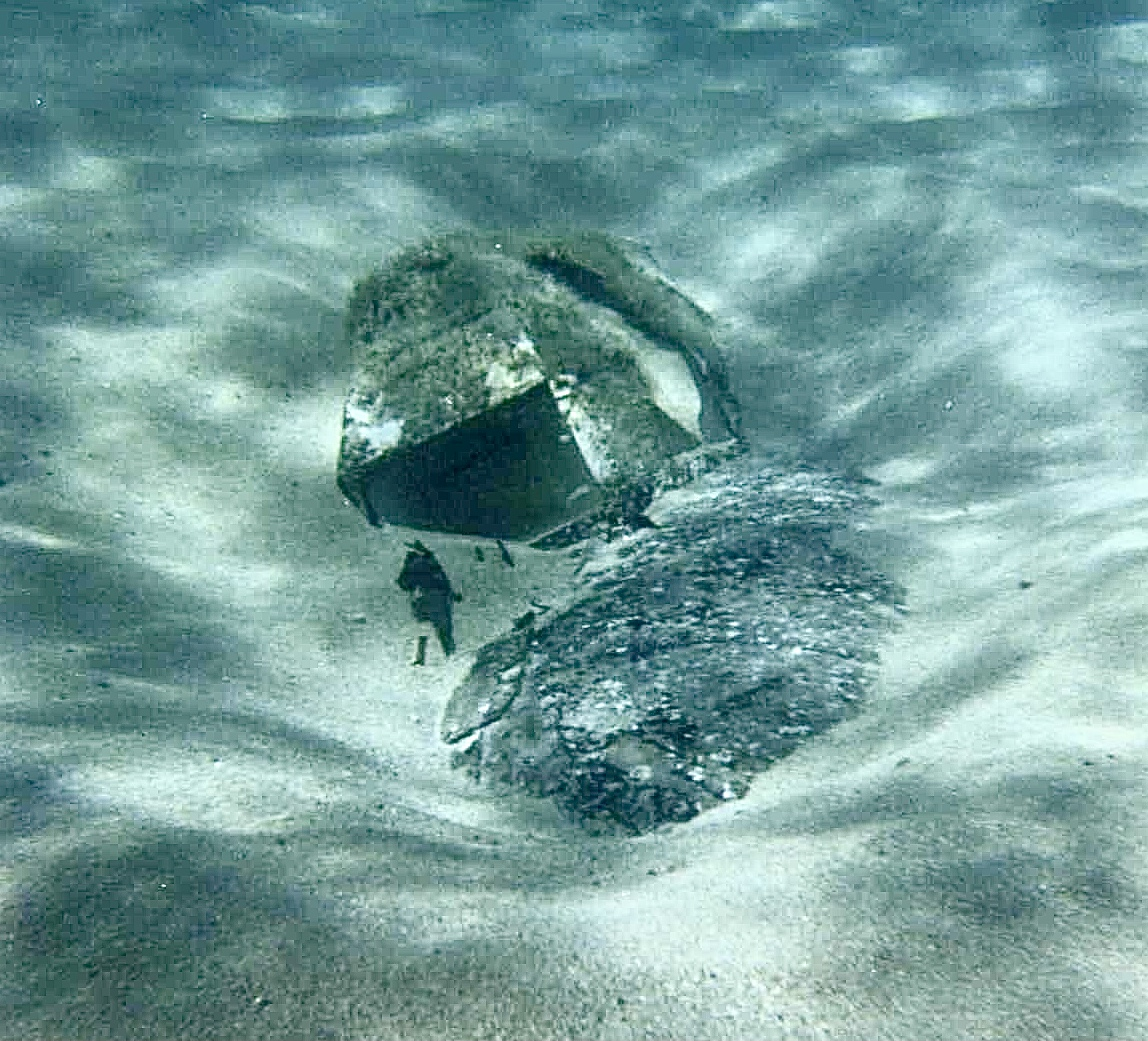
La torretta difensiva dell'aereo
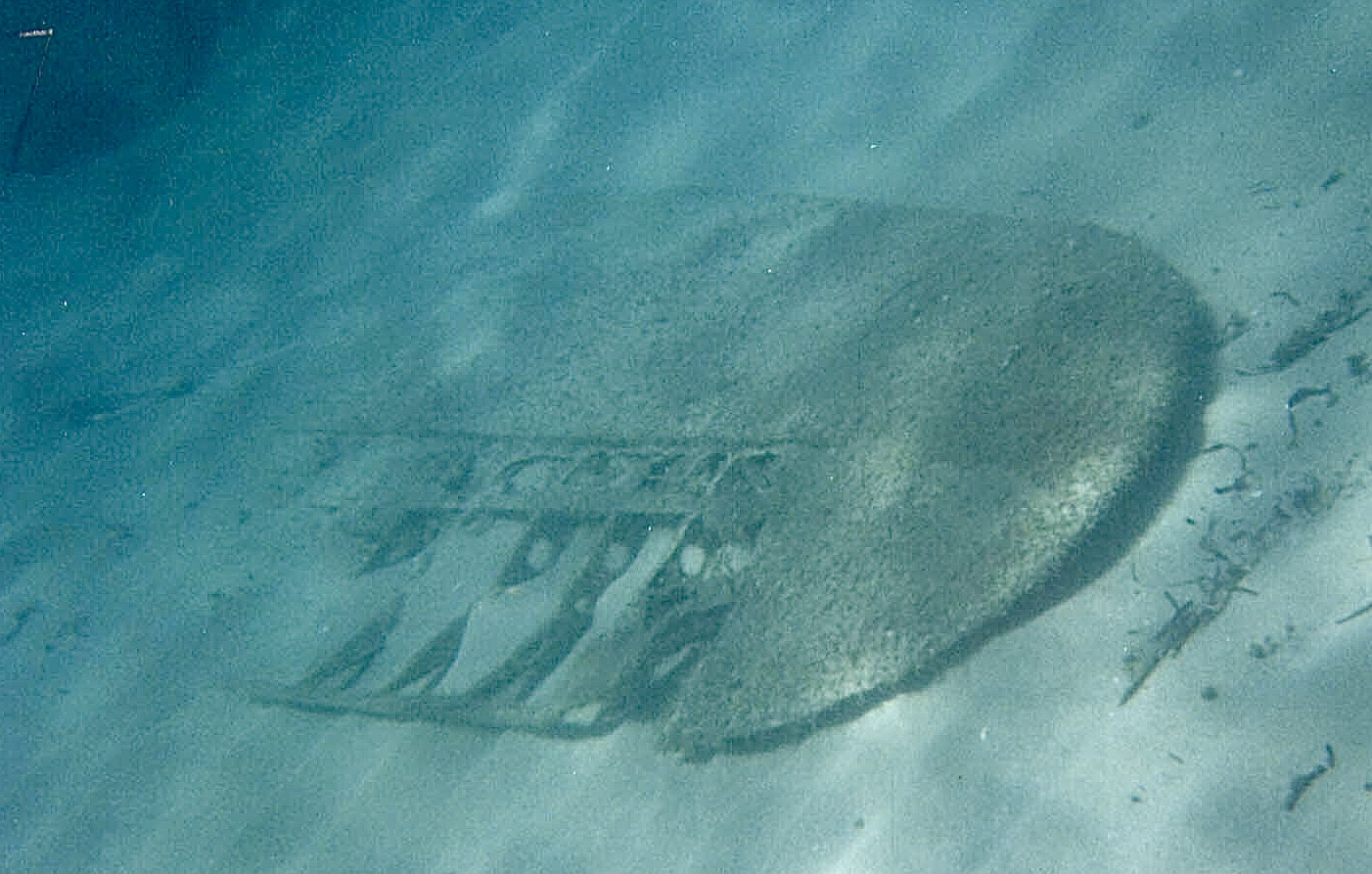
Dettaglio dell'impennaggio

## Mercantile romano

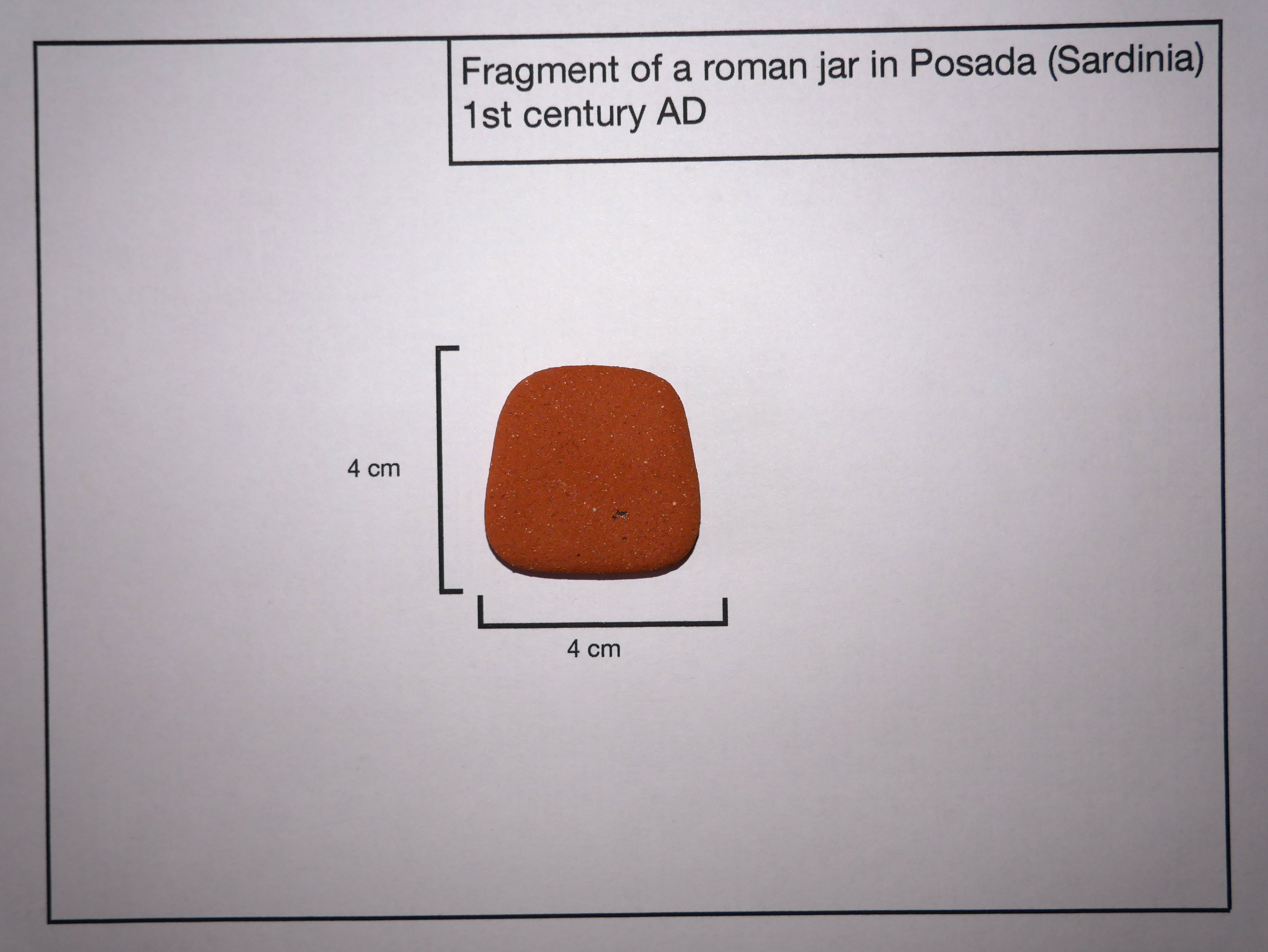
Un frammento di anfora romana recuperato dalla zona in cui il mercantile affondò.

Ad una cinquantina di metri dalla costa della spiaggia di Su Tiriarzu è presente una massa di scogli sui quali naufragò una nave mercantile romana. La nave affondò e perse tutto il carico che trasportava (anfore vinarie e materiale metallico).
|                        | Informazioni sul relitto                                             |
| ---------------------- | -------------------------------------------------------------------- |
| Tipo di relitto        | Mercantile romano                                                    |
| Anno di costruzione    | I secolo d.C.                                                        |
| Lunghezza              | Sconosciute                                                          |
| Larghezza              | Sconosciute                                                          |
| Peso                   | Sconosciute                                                          |
| Data di affondamento   | I-III secolo d.C. circa                                              |
| Cause affondamento     | Ignote                                                               |
| Città in cui giace     | Posada                                                               |
| Profondità a cui giace | 2/3 metri                                                            |
| Distanza dalla costa   | 50 metri                                                             |
| Coordinate             | 40°37'31.1"N 9°44'40.4"E.                                            |
| Condizioni attuali     | Non visibile, visibile soltanto il carico trasportato (anfore/vasi). |

Al giorno d'oggi è già stato prelevato i reperti meglio conservati (come le anfore integre), ma, nonostante il fatto che della nave non è ormai più presente nessun resto, nuotando tra gli scogli (è possibile farlo senza bombole e partendo dalla costa, dato che sono molto vicini alla riva) si possono ancora trovare numerosi cocci delle anfore nonché, fino a qualche anno fa, l'ancora dell'imbarcazione.

## Curiosità
Nel 2016, il paese di Posada, più precisamente la frazione sul mare di San Giovanni, per la sua importanza anche a livello di reperti storici sottomarini, ha ospitato il set di "Missione Relitti", programma diretto da Maria Teresa Ruta che scova i più importanti relitti del mondo.